# 울리차 아카데미카 코롤료바역
울리차 아카데미카 코롤료바 역(러시아어: Улица Академика Королёва, 아카데미카 코롤료바 거리)은 모스크바 모노레일의 역이다.

## 역사
2004년 11월 20일, 모노레일은 "교환 모드"를 통해 작동하기 시작했고 첫 승객을 수송했다. 2개의 구성 요소, 30분 간격, 근무 시간, 10시에서 4시 사이의 운행은 울리차 세르게이 예이젠시테이나 역에서만 이루어졌다. 그 당시 모노레일은 공식적으로 실험 노선이라고 불렸다.
모스크바 모노레일은 2008년 1월 10일부터 2017년 1월 22일까지 6시 50분에서 23시까지 문을 열었다.
울리차 아카데미카 코롤료바 역은 2017년 1월 23일부터 7시 50분부터 20시까지 이용 가능하다.

## 지리
역에서 800m 떨어진 곳에 베데엔하(모스크바 전시장)의 남쪽 입구가 있다.

## 같이 보기
- (러시아어) 모노레일 역사 소개